# Miss m.st. Warszawy
Miss m. st. Warszawy – konkurs piękności organizowany wśród mieszkanek Warszawy w ramach eliminacji regionalnych Polska Miss. Laureatka Miss Warszawy reprezentuje stolicę w Narodowym Konkursie Piękności Polska Miss.